# Granulina
Granulina is een geslacht van weekdieren uit de klasse van de Gastropoda (slakken).

## Soorten
- Granulina africana Gofas, 1992
- Granulina agger (Watson, 1886)
- Granulina aidae Espinosa & Ortea, 2006
- Granulina amianta (Dall, 1889)
- Granulina antillensis (De Jong & Coomans, 1988)
- Granulina anxia (Hedley, 1909)
- Granulina atlantidea Boyer, 2016
- Granulina benitoi Espinosa & Ortea, 2014
- Granulina boucheti Gofas, 1992
- Granulina calla McCleery, 2010
- Granulina canariensis Boyer, 2001
- Granulina cartagenaensis McCleery, 2010
- Granulina cartwrighti (Sowerby, 1915)
- Granulina cerea Smriglio, Gubbioli & Mariottini, 2000
- Granulina clandestina (Brocchi, 1814) †
- Granulina clandestinella (Bavay, 1908)
- Granulina colonensis McCleery, 2010
- Granulina crassa Smriglio, Gubbioli & Mariottini, 2000
- Granulina crystallina Smriglio, Gubbioli & Mariottini, 2000
- Granulina cylindrata Boyer & Rolán, 2004
- Granulina darienensis McCleery, 2010
- Granulina detruncata La Perna, Landau & Marquet, 2001 †
- Granulina dianae Lussi & G. Smith, 2015
- Granulina eideri Espinosa & Ortea, 2014
- Granulina elliottae (Cotton, 1944)
- Granulina falsijaponica Habe, 1957
- Granulina fernandesi Boyer & Rolán, 1999
- Granulina gayracaensis McCleery, 2010
- Granulina ghanensis Rolán & Fernandes, 1997
- Granulina globosa Wakefield & McCleery, 2004
- Granulina gofasi Smriglio & Mariottini, 1996
- Granulina granatensis McCleery, 2010
- Granulina grata (Thiele, 1925)
- Granulina guanajatabey Espinosa & Ortea, 2003
- Granulina guancha (d'Orbigny, 1840)
- Granulina gubbiolii Smriglio & Mariottini, 1999
- Granulina hadria (Dall, 1889)
- Granulina hedleyi Boyer, 2003
- Granulina iberica La Perna, Landau & Marquet, 2001 †
- Granulina iridisa McCleery, 2010
- Granulina isseli (G. Nevill & H. Nevill, 1875)
- Granulina lagrifa Espinosa & Ortea, 2004
- Granulina lapernai Smriglio & Mariottini, 2013
- Granulina lawsonae Lussi & G. Smith, 1998
- Granulina lazaroi Espinosa & Ortea, 2006
- Granulina liei Bozzetti, 2008
- Granulina longa La Perna, Landau & Marquet, 2001 †
- Granulina malacitana La Perna, Landau & Marquet, 2001 †
- Granulina mamanucensis Wakefield & McCleery, 2004
- Granulina margaritula (Carpenter, 1857)
- Granulina marginata (Bivona, 1832)
- Granulina mariei (Crosse, 1867)
- Granulina mauretanica Gofas, 1992
- Granulina mediterranea Landau, La Perna & Marquet, 2006
- Granulina melitensis Smriglio, Mariottini & Rufini, 1998
- Granulina minae Espinosa & Ortea, 2000
- Granulina minusculina (Locard, 1897)
- Granulina molinai Espinosa & Ortea, 2006
- Granulina monjesensis McCleery, 2010
- Granulina nivalis McCleery, 2010
- Granulina nofronii Smriglio, Gubbioli & Mariottini, 2000
- Granulina nympha (Henn & Brazier, 1894)
- Granulina ocarina Fernandes, 1987
- Granulina occulta (Monterosato, 1869)
- Granulina ocella McCleery, 2010
- Granulina oneili Espinosa & Ortea, 2014
- Granulina opima (Laseron, 1957)
- Granulina ovata McCleery, 2010
- Granulina ovuliformis (d'Orbigny, 1842)
- Granulina parilis Gofas & Fernandes, 1988
- Granulina perminima (G. B. Sowerby III, 1894)
- Granulina philpoppei Cossignani, 2006
- Granulina pierrepineaui Pin & Boyer, 1995
- Granulina pinguisa McCleery, 2010
- Granulina plagula McCleery, 2010
- Granulina producera McCleery, 2010
- Granulina pruinosa Boyer, 2003
- Granulina pusaterii Smriglio & Mariottini, 2003
- Granulina pyriformis (Carpenter, 1865)
- Granulina rutae Ortea, Moro & Martin, 2008
- Granulina tantilla (Gould, 1860)
- Granulina tinolia (Dall, 1927)
- Granulina tobagoensis McCleery, 2010
- Granulina torosa Gofas, 1992
- Granulina vanhareni (van Aartsen, Menkhorst & Gittenberger, 1984)
- Granulina velaensis McCleery, 2010
- Granulina vitrea (Laseron, 1957)
- Granulina volcana McCleery, 2010
- Granulina waltergomezi McCleery, 2010
- Granulina zanclea Bogi, Boyer, Renda & Giacobbe, 2016